# 240 PO 4701 à 4712
Les Twelve wheel ou Mastodon, 240 PO 4701 à 4712 (futures : 4-240 A 701 à 712) sont des locomotives à vapeur issues de la transformation de 231 PO 4501 à 4600 (futures : 4-231 A 501 à 600) sur les directives d'André Chapelon. Cette série, de disposition d'essieux 240 fut construite par la Compagnie du chemin de fer de Paris à Orléans en ses ateliers de Tours.

## Genèse
Dans les années 1930 la Compagnie du chemin de fer de Paris à Orléans est à la recherche de la locomotive qui permettra de faire franchir la section Vierzon-Toulouse à ses express d'une masse de 650 à 700 t amenés de Paris par les 2D2 E.500. En effet pour le moment des Pacific de la série 3800 transformées ont permis un relèvement de la vitesse des express sur cette portion de ligne mais la masse remorquée n'excède pas 520 t. De fait, le poids adhérent de 54 t s'avérait insuffisant et la nouvelle machine devait avoir un poids adhérent plus élevé et être capable de courir à 120 km/h en palier !
Après avoir étudié plusieurs projets il fut décidé de transformer une 231 de la série 231 PO 4501 à 4600 (futures : 4-231 A 501 à 600) selon les principes de Chapelon qui avaient été appliqués aux 231 PO 3501 à 3520, donnant les 231 PO 3702 à 3721 qui excellaient sur la ligne Bordeaux-Nantes. Les études commencèrent à l'automne 1931.
En fait de transformation il faut plutôt parler de reconstruction car seule une petite partie des pièces d'origine fut conservée. En effet les transformations portèrent sur :
- Remplacement de la chaudière par une autre entièrement nouvelle timbrée à 20 bars possédant un foyer étroit et profond à grille entièrement insérée entre les longerons de type « Compagnie des chemins de fer du Nord », à la différence des foyers Belpaire à grille débordante utilisés dans la chaudière des Pacific 231 PO 4501 à 4600 dont elles étaient issues, communément appelé foyer type Nord
- modification du châssis pour recevoir un quatrième essieu couplé à la place du bissel
- Augmentation des sections de passage offertes à la vapeur sur l'ensemble du circuit
- Mise en place d'un surchauffeur amélioré de type Houlet
- mise en place d'un réchauffeur de type ACFI
- mise en place d'un groupe de 4 cylindres à sections de passage de la vapeur agrandies et espaces morts réduits avec les 2 cylindres HP extérieurs et les 2 cylindres BP intérieurs
- mise en place d'une distribution par soupapes à double siège commandées par cames oscillantes de type Lentz-Dabeg
- adoption de bielles allégées pour pouvoir soutenir des vitesses de 120 à 140 km/h
- adoption d'un abri coupe-vent s'inspirant des Pacific du PLM
- mise en place d'écrans pare-fumées

La première machine transformée fut la 4521 du dépôt de Brive qui entra aux ateliers de Tours en juin 1932 et fut mise en feu le 16 août suivant.

## Utilisation et service
La 4521 devient ainsi la 4701 et fut affectée au dépôt de Tours pour des essais sur les lignes Tours Saint-Pierre-des-Corps - Les Aubrais, Vierzon - Limoges et Limoges - Montauban. Ces essais durèrent d'octobre à décembre 1932 puis furent suivis de nombreux trains réguliers où la machine fit montre d'excellentes qualités ! À partir d'avril 1933 la machine fut mutée au dépôt de Limoges pour des essais sur la ligne de Toulouse.
Devant les résultats obtenus la Compagnie décida la transformation de 11 machines supplémentaires pour la fin de l'été 1933. Ainsi, par ordre d'arrivée aux ateliers de Tours, les : 231 n° 4514, 4566, 4534, 4508, 4533, 4557, 4530, 4509, 4520, 4543 et 4554 devinrent respectivement les 240 n° 4702 à 4712. Ces transformations commencèrent en novembre 1933 et se finirent en avril 1934.
Au 1er janvier 1934 et à la suite de la fusion de la Compagnie du chemin de fer de Paris à Orléans avec la Compagnie des chemins de fer du Midi la série fut réimmatriculée : 240-701 à 240-712.
Par rapport à la 240-701 la petite série subit quelque modifications mineures visant à améliorer le rendement thermique de la chaudière. Toute la série fut affectée dépôt de Brive à l'été 1934 pour le service lourd reprenant en cela le service des 231 PO 4501 à 4600 et des 231 PO 38?? à 38?? malgré leur faible effectif. Entre-temps la 240-701 connut un retour aux ateliers et le dépôt de Paris. Malgré le dur service à effectuer ces locomotives ne connurent pas d'incidents graves mais quelques-uns se révélèrent gênants comme des fuites au surchauffeur, le rappel du bogie insuffisant (il fut renforcé) et un jeu important de la fixation verticale de l'abri (engendrant par la-même une gêne pour l'équipe de conduite).
Les autres Compagnies intéressées par les résultats obtenus demandèrent le prêt d'une machine pour effectuer à leurs tour des essais. Ainsi : 
- la Compagnie des chemins de fer du Nord entrepris des essais sur la ligne Paris - Amiens - Boulogne - Calais avec la 240-707 de décembre 1934 à février 1935. À cette occasion elle fut accouplée à un tender à bogies de 37 m3.
- la Compagnie des chemins de fer de l'État entrepris des essais sur la ligne Paris - Évreux - Caen - Cherbourg toujours avec la 240-707 en mars 1935. À cette occasion elle a eu les jonctions toit/flancs de l'abri tronqués, pour ne pas engager le gabarit restreint des lignes de l'Ouest, à son retour des essais sur le Nord.
- la Compagnie des chemins de fer de l'Est entrepris des essais sur la ligne Paris - Nancy et Paris - Belfort en novembre et décembre 1936 mais avec la 240-705 qui, elle aussi, eut les jonctions toit/flancs de l'abri tronqués et permuta son tender avec un à bogies de 38 m3.

Là aussi, malgré de très bons résultats, ces essais ne débouchèrent sur aucune commandes de machines !
À la formation de la SNCF au 1er janvier 1938, la série fut réimmatriculée : 4-240 A 701 à 712.
La 4-240 A 705 fut une nouvelle fois mise à contribution pour des essais mais, contrairement aux essais précédents, une suite fut donnée sous la forme d'une commande par la région Sud-Est de 25 locomotives similaires qui donnèrent la série des 5-240 P 1 à 25.
À la fin de l'année 1943 l'électrification jusqu'à Brive entraîna le départ de celles-ci pour le dépôt de Tours avec un détachement de 3 machines, à savoir les : 4-240 A 701, 703 et 709, au dépôt de Nevers. Ce détachement ne dura pas longtemps et elles retournèrent au dépôt de Tours rapidement. C'est d'ailleurs à ce dépôt que la décision d'arrêter les 4-240 A fut prise et ce dès 1946 !
Malgré des demandes émanant des régions Nord et Ouest pour une mutation des machines ces locomotives furent démolies en 1952, comme les 5-240 P 1 à 25 d'ailleurs, pour des raisons qui n'avaient rien à voir avec la technique ou l'usure ! …

## Tenders
Les tenders qui leur furent accouplés ont toujours été les mêmes: il s'agissait des tenders à 3 essieux du type 26 A 701 à 712 contenant 26 m3 d'eau et 8 tonnes de charbon obtenus par transformation des tenders de 20 m3 des locomotives d'origine. Le maintien de tenders à 3 essieux de, relative, petite capacité alors qu'il existait des tenders de grande capacité, tels les 37 m3 et 38 m3 à bogies, peut s'expliquer par la présence de nombreux ponts tournants de 19 m dans les dépôts de la région où elles furent amenées à opérer !

## Caractéristiques
Caractéristiques
- Surface de grille: 3,76 m2
- Surface de chauffe : ? m2
- Surface de surchauffe : ? m2
- Nombre d'éléments : ?
- Nombre de cylindres : 2 BP et 2 HP
- Diamètre cylindres HP : 440 mm
- Course cylindres HP : 650 mm
- Diamètre cylindres BP : 640 mm
- Course cylindres BP : 650 mm
- Pression de la chaudière : 20,45 kg/cm2
- Diamètre des roues motrices : 1 850 mm
- Diamètre des roues du bissel : 960 mm
- Masse à vide : ? tonnes
- Masse en ordre de marche : 106,29 tonnes
- Masse adhérente : 75,48 tonnes
- Longueur hors tout de la locomotive seule : 12,93 m
- Puissance maximum indiquée : 3 091 kW
- Puissance maximum à la jante : ? kW
- Puissance maximum au crochet du tender : 2 230 kW
- Effort de traction maximum en mode simple expansion : 255 kN
- Effort de traction maximum en mode compound : 203 kN
- Vitesse maxi en service : 120 km/h (possible : 140 km/h)

Tender :
- Tare du tender : 23,45 tonnes
- Capacité en eau : 26 m3
- Capacité en charbon : 8 tonnes
- Masse du tender en ordre de marche : 57,45 t
- Masse totale locomotive + tender : 163,74 t
- Longueur du tender : 7,385 m
- Longueur totale locomotive + tender : 20,315 m